# John Booth (évêque)
Pour les articles homonymes, voir John Booth et Booth.
John Booth († 5 avril 1478, East Horsley, Surrey), est un ecclésiastique anglais du XVe siècle.
Il est un fils cadet de sir Robert Booth seigneur de Barton dans le Lancashire (aujourd'hui sur le territoire de la ville d'Eccles) et plus tard de Dunham Massey dans le Cheshire, et de son épouse Douce, fille de sir William Venables par Jeanne née de Massey.
Évêque d'Exeter de 1465 à 1478, il était neveu des archevêques William Booth et Lawrence Booth.